# Zigera cremata
Zigera cremata là một loài bướm đêm trong họ Noctuidae.